# NGC 5381
NGC 5381 is een open sterrenhoop in het sterrenbeeld Centaur. Het hemelobject werd op 3 mei 1835 ontdekt door de Britse astronoom John Herschel.

## Synoniemen
- OCL 915
- ESO 133-SC11